# 霹靂貓
《霹靂貓》（英語：ThunderCats）是於1985年1月23日～1986年12月7日，每週一～週五帶狀播出的美國動畫（但製作方面為日美合作），共130集。台灣中視於1986年引進播出；而後TV TIME電影台（時代衛視）曾在1995年至1998年間以原音重播，不過劇中的人物名稱則全改採用音譯。本片在香港則於無綫電視翡翠台播出。2011年則在美國卡通頻道推出了由日本STUDIO4℃與美國華納動畫（WBA）共同全新製作的動畫新作版本，台灣則於2012年6月9日到9月1日每週六21:30在卡通頻道的「周六大作戰」時段中播出。

## 概要
本片基本上為「美皮日骨」的日美合作動畫，早在1983年就已經開始進入製作，但卻直到1985年才正式在美國播出。除了這段時期的日美合作作品呈現一定的產量外，本片在台灣播出的時期，也正逢行政院新聞局對播出日本動畫大加箝制，因此也讓觀眾有許多機會見到電視台引進這樣的「混血」作品。而本片在美國推出之後反應不惡，於是連拍了2季多達130集，推出的多種周邊與玩具也有佳績，甚至近年都還有漫畫版在美國推出。雖然本片的製作群中有不少日本方面的人員，不過本片卻一直未曾在日本播映。另外本片在香港TVB播映時，粵語版主題歌由知名歌手林子祥演唱。
對於當時已經開始能陸續接收到較大量日系動畫相關訊息的愛好者來說，本片最令人驚訝的部分並非正片，反而是片頭。其中完全日式風格的快節奏分鏡方式，畫面中誇張的肢體動作及運鏡角度，除了完全與一般美式動畫風格大相逕庭，更是直接讓人聯想到1970～80年代日本動畫圈相當著名的原畫師金田伊功（已故），其廣受業界讚譽的獨特「金田式動態」個人風格。不過本片的片頭分鏡與作畫並非出自金田之手，而是在多年後以擔任《新世紀福音戰士》副監督而聞名的摩砂雪（製作本作片頭動畫當時年僅22歲）。這樣的「類金田伊功」作畫風格，也在本片製作群之後推出的《銀鷹戰士》片頭中大放異彩；擔任此作片頭作畫的原畫師山下將仁，更是受金田伊功風格的直接影響甚深。
只不過，除去片頭之外，囿於電視版動畫預算和作畫張數受限的問題，本片的整體作畫品質就顯得流於參差不齊。台灣著名動畫製作公司「宏廣股份有限公司」，當時也曾經承接過本片的代工製作。另外，本片原音版的配音方式，大部份都是由一人扮演多角色，跟一般日系動畫配音分工詳細的情形可說大異其趣，卻與台灣的動畫與外語片配音方式較為近似。

## 故事大綱
霹靂貓一族在得知母星壽命已盡即將爆炸後，組成了太空船團逃出母星，準備找尋新家園。但他們卻與同樣從霹靂星逃出的變種人軍團狹路相逢，結果霹靂貓族的船團除旗艦之外悉數消滅殆盡，殘存者僅剩下年幼的霹靂貓族之王獅貓、老貴族神貓及虎貓、猛貓、豹貓及雙胞胎小琪與小凱。好不容易輾轉來到了全新的家園地球安居，但途中同行的神貓卻不幸身故，年輕的領導者獅貓就此負起了重責大任，除了得面對在地原住民的變種人與惡靈木乃伊聯合產生的威脅，保衛這些相對於地球的外星族貓的新家園，更不能讓自己手中的霹靂劍（Omens）上那顆可以綜覽過去與未來的霹靂眼，成為木乃伊覬覦的目標…於是，外星霹靂貓與在地變種人兩方的對抗就此展開了。

## 主要人物
- 神貓（Jaga）台：孫中台 (卡通頻道2012年版本)

- 貓穴（Cat's Lair）

- 獅貓（Lion-O）台：孫德成（1985年版）、李世揚 (卡通頻道2012年版本)

霹靂星（Thundera）王子。持有著神秘之劍（Sword of Omens），而上面的霹靂眼（Eye of Thundera）有著無比的神秘之力。
- 虎貓（Tygra）台：黃天佑  (卡通頻道2012年版本)

為霹靂貓中的科學家，設計有『貓穴』、『神秘之塔』。武器為鞭子，並具有隱形的效果。
- 猛貓（Panthro）台：蔣鐵城  (卡通頻道2012年版本)

霹靂貓中的技師，霹靂戰車（ThunderTank）、霹靂貓號（ThunderClaw）等戰機都是出其之手。使用的武器是雙節棍。
- 豹貓（Cheetara）台：崔幗夫（1985年版）、楊凱凱  (卡通頻道2012年版本)

霹靂貓中速度最快的女戰士，並且擁有著可以看透過去與未來的第六感。武器為棍子。
- 小琪貓（WilyKit）台：詹雅菁 (卡通頻道2012年版本)

- 小凱貓（WilyKat）台：楊凱凱 (卡通頻道2012年版本)

- 怪貓（Snarf）

- 神秘之塔（Tower of Omens）

- 山貓（Lynx-O）

- 斑加利貓（Ben-Gali）

- 普密貓（Pumyra）

- 小怪貓（Snarfer）
怪貓之姪子。

### 友方

#### 第三世界（Third Earth）
- 伯比熊（Berbils）
- 曼都拉警官（Mandora）

銀河女警
- 雪武士（Snowman of Hook Mountain）
  - 雪貓（Snowmeow）
- 神劍客（Hachiman）
- 大法師威索拉（Wizz-Ra）

#### 新霹靂星（New Thundera）
- 迦格拉（Jaguara）

### 敵對角色
- 惡魔王 木乃伊[3]（Mumm-Ra）

- 瑪木（Ma-Mutt）

木乃伊的愛犬。

#### 變種人（Mutants）
- 蜥蜴人（Reptilians）

- 猴人（Simians）

- 狼人（Jackalmen）

- 禿鷹人（Vultureman）

- 鼠人（Ratar-O）

#### 魯納塔人（Lunataks）
- 魯納（Luna）

- Amuk

- Tug Mug

- 齊拉（Chilla）

- Red-Eye

- 阿魯諾（Alluro）

#### 其他
- 沙伐利‧喬（Safari Joe）

- 克拉克船長（Captain Cracker）

- 蒙哥（Mongor）

## 劇集列表
- （）內為中視播出時之中文標題

1. Exodus（變種人）
2. The Unholy Alliance
3. Berbils
4. The Slaves of Castle Plunn-Darr
5. Trouble with Time
6. Pumm-Ra
7. The Terror of Hammerhand（狂暴戰士）
8. Trouble with Time
9. The Tower of Traps
10. The Garden of Delights
11. Mandora: Evil Chaser
12. The Ghost Warrior
13. The Doom-Gaze
14. Lord of the Snows（雪人）
15. The Spaceship beneath the Sands（太空船）
16. The Time Capsule（時光太空艙）
17. The Fireballs of Castle Plun-Darr（潛入虎穴）
18. All that Glitters
19. Spitting Image（真假猛貓）
20. Mongor（蒙哥）
21. Return to Thundera（回到霹靂星）
22. Dr. Dometone
23. The Astral Prison（虛幻世界）
24. The Crystal Queen（水晶皇后）
25. Safari Joe（沙伐利‧喬）
26. Snarf Takes up the Challenge（怪貓顯神威）
27. Sixth Sense
28. Thunder-Cutter（黑衣武士）
29. The Wolfrat（小霹靂貓）
30. Feliner Part 1
31. Feliner Part 2
32. Mandora and the Pirates（曼都拉警官與海盜船）
33. Return of the Driller
34. Dimension Doom（法力之眼）
35. Queen of 8 Legs
36. Sword in a Hole
37. Lion-O's Anointment First Day: Trial of Strength
38. The Demolisher（挑戰）
39. Monkian's Bargain
40. Tight Squeeze
41. The Micrits
42. Lion-O's Anointment Second Day: The Trial of Speed（獅貓的速度之旅）
43. The Rock Giant（岩石巨人）
44. Jackalman's Rebellion（狼人的叛變）
45. Turmagar the Tuska（塔斯卡的提摩哥）
46. Lion-O's Anointment Third Day: Trial of Cunning
47. The Mumm-Ra Berbil
48. Mechanical Plague
49. Trapped（困境）
50. Lion-O's Anointment Fourth Day: The Trial of Mind Power
51. Excalibur（伊斯克利巴寶劍）
52. The Secret of the Ice King（冰王）
53. Good and Ugly
54. The Transfer（宇宙的禮物）
55. Divide and Conquer
56. Dream Master（夢的主人）
57. Out of Sight
58. The Mountain（山）
59. The Super-Power Potion
60. Eye of the Beholde
61. Lion-O's Anointment Final Day: The Trial of Evil
62. The Trouble with ThunderKittens
63. Mumm-Rana
64. The Shifter（對調記）
65. Fond Memories
66. ThunderCats Ho! Part 1（惡夢）
67. ThunderCats Ho! Part 2（熱海）
68. ThunderCats Ho! Part 3
69. ThunderCats Ho! Part 4
70. ThunderCats Ho! Part 5（邪不勝正）
71. Mumm-Ra Lives Part 1（木乃伊復活記 ㈠）
72. Mumm-Ra Lives Part 2（木乃伊復活記 ㈡）
73. Mumm-Ra Lives Part 3（木乃伊復活記 ㈢）
74. Mumm-Ra Lives Part 4（木乃伊復活記 ㈣）
75. Mumm-Ra Lives Part 5（木乃伊復活記 ㈤）
76. Catfight
77. Psych Out（怪貓顯神威）
78. The Mask of Gorgon（蛟髮女面具）
79. The Mad Bubbler（泡泡怪獸）
80. Together We Stand（同心協力）
81. Ravage Island（催眠水晶）
82. Time Switch（返老還童）
83. The Sound Stones（聲納之石）
84. Day of the Eclipse（日蝕）
85. Side Swipe（法網恢恢）
86. Mumm-Rana's Belt
87. Hachiman's Honor（武士的榮譽）
88. Runaways（離家出走）
89. Hair of the Dog（永生不朽的怪貓）
90. Vultureman's Revenge（鳥人的復仇）
91. ThunderCubs Part 1（霹靂星球 ㈠）
92. ThunderCubs Part 2（霹靂星球 ㈡）
93. ThunderCubs Part 3（霹靂星球 ㈢）
94. ThunderCubs Part 4（霹靂星球 ㈣）
95. ThunderCubs Part 5（霹靂星球 ㈤）
96. The Totem of Dera（德拉的圖騰）
97. The Chain of Loyalty（忠誠之鏈）
98. Crystal Canyon（水晶峽谷）
99. The Telepathy Beam（心電感應）
100. Exile Isle（放逐之島）
101. Key of Thundera（霹靂星之鑰）
102. Return of the Thundercubs
103. The Formula
104. Locket of Lies
105. Bracelet of Power
106. The Wild Workout
107. The Thunderscope（霹靂透鏡）
108. The Jade Dragon（雙頭玉龍）
109. The Circus Train（馬戲團火車）
110. The Last Day（最後決戰）
111. Return to Thundera (Part 1)（重返霹靂星 ㈠）
112. Return to Thundera (Part 2)（重返霹靂星 ㈡）
113. Return to Thundera (Part 3)（重返霹靂星 ㈢）
114. Return to Thundera (Part 4)（重返霹靂星 ㈣）
115. Return to Thundera (Part 5)（重返霹靂星 ㈤）
116. Leah
117. Frogman（青蛙人）
118. The Heritage（黃金球爭奪戰）
119. Screw Loose （阿達螺絲）
120. Malcar（馬卡）
121. Helpless Laughter（缺水）
122. Cracker's Revenge
123. The Mossland Monster（流星雨）
124. Ma-Mutt's Confusion
125. The Shadowmaster
126. Swan Song
127. The Touch of Amortus（阿莫突斯）
128. The Zaxx Factor（柴克薩斯的徽章）
129. Well of Doubt（懷疑之水）
130. The Book of Omens

## 主要製作群(1985年版)
- 製片：Arthur Rankin Jr. & Jules Bass
- 監製：Lee Dannacher
- 原創：Ted Wolf
- 執行製片：飯塚正樹
- 動畫顧問、人物設計：窪詔之
- 美術監督：西田稔
- 美術設定：吉原一輔
- 攝影監督：高橋明彥
- 分鏡：窪秀己、葛岡博 etc.
- 分鏡檢查：福本潔、康村諒
- 編劇：Annabelle Gurwitch、Heather M. Winters、Peter Lawrence、Sandy Freis
- 總監督：秋山勝仁
- 動畫製作相關人員（日本）：谷田部雄次、小華和為雄（作畫）、伊藤幸松（導演）、佐藤俊彥（製作）、窪秀己（導演）、野村和史（導演）
- 音樂：Bernard Hoffer
- 作畫監督：谷口守泰、小川博司 、太田博光 等
- 片頭原畫：摩砂雪
- 片頭分鏡潤稿、作畫監督：窪詔之
- 動畫製作：（株）PAC
- 製作協力：501（代表：谷田部雄次）

## 配音(1985年版)
- 獅貓＆蜥蜴人／Larry Kenney
- 豹貓＆小琪／Lynne Lipton
- 虎貓＆小凱／Peter Newman
- 猛貓／Earl Hyman
- 怪貓／Robert McFadden
- 神貓＆木乃伊／Earl Hammond
- 山貓／Doug Preis
- 普密貓／Gerrian Raphael  etc.

## 姐妹作
- 銀鷹戰士（Silverhawks）
- 虎鯊神兵（TigerSharks）

## 外部連結
- 台灣電視資料庫－中視[永久]
- 台灣電視資料庫－TV TIME電影台[永久]
- 製作2011年新版的STUDIO4℃官方部落格發佈訊息 （页面存档备份，存于）